# Hector (Arkansas)
Hector es un pueblo ubicado en el condado de Pope en el estado estadounidense de Arkansas. En el Censo de 2010 tenía una población de 450 habitantes y una densidad poblacional de 74,89 personas por km².

## Geografía
Hector se encuentra ubicado en las coordenadas 35°27′47″N 92°58′45″O / 35.46306, -92.97917. Según la Oficina del Censo de los Estados Unidos, Hector tiene una superficie total de 6.01 km², de la cual 6 km² corresponden a tierra firme y (0.22%) 0.01 km² es agua.

## Demografía
Según el censo de 2010, había 450 personas residiendo en Hector. La densidad de población era de 74,89 hab./km². De los 450 habitantes, Hector estaba compuesto por el 95.78% blancos, el 0% eran afroamericanos, el 0.89% eran amerindios, el 0% eran asiáticos, el 0% eran isleños del Pacífico, el 1.11% eran de otras razas y el 2.22% pertenecían a dos o más razas. Del total de la población el 4.22% eran hispanos o latinos de cualquier raza.